# 제1항공사단 (독일 국방군)
제1항공사단(1. Flieger-Division)은 제2차 세계 대전 당시 루프트바페의 주요 사단 중 하나였다.

## 역대 사단장
1. 대령 후고 슈페를레: 1934년 4월 1일 – 1935년 3월 31일
2. 중장 울리히 그라우에르트: 1938년 8월 1일 – 1939년 10월 24일
3. 항공대장 마르틴 피비히: 1942년 4월 12일 – 1942년 6월 30일
4. 항공대장 알프레트 슐렘: 1942년 7월 1일 – 1942년 9월 30일
5. 중장 헤르만 플로허: 1942년 10월 1일 – 1942년 10월 31일
6. 항공대장 알프레트 뷜로비우스: 1942년 11월 1일 – 1943년 1월 17일
7. 소장 오토 체흐: 1943년 1월 17일 – 1943년 6월 25일
8. 항공대장 파울 디흐만: 1943년 6월 26일 – 1943년 11월 7일
9. 소장 로베르트 푸흐즈: 1943년 11월 7일 – 1945년 5월 8일

## 명령 체계

### 상급부대
- 항공성(RLM): 1934년 4월 1일 – 1935년 3월 31일
- 제1공군집단사령부: 1938년 8월 – 1939년 2월
- 제1공군함대: 1939년 2월 – 1939년 9월 22일
- 제3공군함대: 1939년 9월 22일 – 1939년 11월 11일
- 동부공군사령부: 1942년 4월 – 1943년 5월
- 제6공군함대: 1943년 5월 – 1945년 2월 3일
- 제2항공군단: 1945년 2월 3일 – 1945년 4월 12일
- 북동공군사령부: 1945년 4월 12일 – 1945년 5월 8일

### 예하부대
1939년 9월
- 제1폭격비행단
- 제152폭격비행단
- 제26폭격비행단
- 제53폭격비행단
- 제2급강하폭격비행단
- 제1교도비행단
- 제1중전투비행단
- 제2교도비행단
- 제2중전투비행단

1944년 7월
- 제1공격비행단
- 제51전투비행단

1944년 11월
- 제1공격비행단
- 제51전투비행단
- 제8근접정철비행집단